# Hendrik I van Savoye-Nemours
Hendrik I van Savoye-Nemours (Parijs, 2 november 1572 — aldaar, 10 juli 1632) was van 1595 tot aan zijn dood hertog van Genève en hertog van Nemours en van 1618 tot aan zijn dood hertog van Aumale. Hij behoorde tot het Huis Savoye.

## Levensloop
Hendrik was de tweede zoon van hertog Jacob van Savoye-Nemours en diens echtgenote Anna d'Este, dochter van Ercole II d'Este, hertog van Modena, en weduwe van hertog Frans van Guise. In 1585 volgde hij zijn vader op als hertog van Genève en hertog van Nemours.
In 1588 volgde hij zijn oom Luigi d'Este op als commendatair abt van de Abdij van Pontigny, een functie die hij enkele maanden uitoefende. Hetzelfde jaar kreeg hij van zijn neef hertog Karel Emanuel I van Savoye het commando over het leger waarmee hij het markgraafschap Saluzzo veroverde. Vervolgens vervoegde hij in de Hugenotenoorlogen de Heilige Liga, die hem in 1591 tot gouverneur van de Dauphiné. In 1594 koos hij de zijde van koning Hendrik IV van Frankrijk en in 1595 erfde hij na de dood van zijn oudere broer Karel Emanuel de hertogdommen Genève en Nemours. In 1597 nam hij deel aan het Beleg van Amiens.
Na een dispuut met hertog Karel Emanuel I van Savoye steunde Hendrik Spanje in hun oorlog met Savoye. Het was de bedoeling dat Hendrik zou huwen met een dochter van de hertog van Savoye, maar dat huwelijk ging uiteindelijk niet door omwille van het verzet van koning Filips III van Spanje.
Op 18 april 1618 huwde hij met Anna van Aumale (1600-1638), dochter van hertog Karel I van Aumale. Ter gelegenheid van het huwelijk kregen Hendrik en Anna van koning Lodewijk XIII van Frankrijk het bezit over het hertogdom Aumale, dat in 1595 van haar vader was geconfisqueerd.
In juli 1632 stierf Hendrik op 59-jarige leeftijd.

## Nakomelingen
Hendrik en Anna kregen vier zonen:
- Lodewijk (1620-1641), hertog van Genève, Nemours en Aumale
- Frans Paul (1622-1632)
- Karel Amadeus (1624-1652), hertog van Genève, Nemours en Aumale
- Hendrik II (1625-1659), aartsbisschop van Reims en hertog van Genève, Nemours en Aumale